# Ivanyukita-K
La ivanyukita-K és un mineral de la classe dels silicats, que pertany al grup de la ivanyukita. Rep el nom en honor del mineralogista i petròleg rus Gregory Yur'evich Ivanyuk, cap del Laboratori de Sistemes Minerals Autònoms de l'Institut Geològic del Centre de les Ciències de Kola, de l'Acadèmia Russa de les Ciències.

## Característiques
La ivanyukita-K és un nesosilicat de fórmula química K₂[Ti₄O₂(OH)₂(SiO₄)₃](H₂O)₉. Va ser aprovada com a espècie vàlida per l'Associació Mineralògica Internacional l'any 2007. Cristal·litza en el sistema isomètric, i es troba en forma de cristalls cúbics de fins a 1,5 mm de diàmetre. La seva duresa a l'escala de Mohs és 4.

## Formació i jaciments
Va ser descoberta al mont Koaixva, al massís de Khibini, situat a l'óblast de Múrmansk, dins el districte Federal del Nord-oest, a Rússia, on sol trobar-se associada a altres minerals com: vinogradovita, sazykinaïta-(Y), natrolita, microclina i djerfisherita. Es tracta de l'únic indret on ha estat descrita aquesta espècie mineral.